# Ernst Bach
Ernst Bach, född 10 maj 1876 i Eger, Böhmen, död 1 november 1929 i München, var en tysk författare (dramatiker) och skådespelare.
Ernst Bach kom 1903 till Berlin och inledde där en karriär som skådespelare i den lättare komedigenren. År 1909 lärde han känna skådespelaren Franz Arnold och de båda började skriva komedier och lustspel tillsammans. Det visade sig snart att de båda herrarna ägde en särskild förmåga att hitta på skrattretande typer och situationer, som fångade publiken enligt minsta motståndets princip . Under början av 1900-talet tråcklade de ihop en rad skrattpiller, som snabbt exporterades även till Skandinavien.
De flesta av Arnolds och Bachs pjäser nådde Sverige via Köpenhamn, där de introducerades av den danske publikfavoriten Holger Pedersen. De skrev ett tjugotal lustspel, det mest kända är Spanska flugan som skrevs[1913. Flera av Nils Poppes största publikframgångar på Fredriksdalsteatern i Helsingborg är ursprungligen Arnold och Bach-pjäser, bland annat Fars lille påg 1975 och Oskulden från Mölle 1976. Ernst Bach slutade sin karriär som teaterchef för Münchner Volkstheater.